# Джэлмэ
Джэлмэ, Джелме, Чжельме (монг. Зэлмэ?, ᠵᠡᠯᠮ᠎ᠡ?) — выдающийся монгольский полководец из рода Урянхай. Близкий друг и соратник Чингисхана, старший брат полководца Субэдэя.
В «Сборнике летописей» Рашид ад-Дина Джэлмэ упоминается под прозвищем Ухэ. Согласно персидскому историку, это прозвище переводится как «дерзкий [человек], разбойник и богатырь».

## Биография
Джэлмэ был старшим сыном кузнеца Джарчиудая из рода урянхаев. Уже к моменту рождения Тэмуджина Джарчиудай хотел отдать сына тому на службу, однако был вынужден отказаться, поскольку Джэлмэ посчитали ещё слишком юным. В дальнейшем, когда Тэмуджин вырос, Джарчиудай снова привёл к нему Джэлмэ. Уже в скором времени Джэлмэ проявил себя как верный товарищ: так, когда враждебное монголам племя меркитов напало на стойбище Тэмуджина и похитило его невесту Бортэ, он вместе с другим нукером Тэмуджина, Боорчу, отправился в погоню за неприятелем. Именно Джэлмэ и Боорчу были поставлены старшими в ханской ставке после возвышения Тэмуджина.
В истории сохранилось немало упоминаний о подвигах Джэлмэ. Когда во время сражения в урочище Койтен Тэмуджин был ранен стрелой в шею, Джэлмэ всю последующую ночь выхаживал раненого, высасывая из раны кровь. После того, как Тэмуджин пришёл в себя, он попросил пить; не найдя ничего в лагере, Джэлмэ, рискуя жизнью, направился в стан неприятеля, где добыл для хана рог кислого молока.
Тремя годами позднее Джэлмэ вместе с Джэбэ, Субэдэем и Хубилаем отличился в сражении с найманами у горы Наху-Гун, причём отвага, с которой бились нукеры Тэмуджина, признавалась даже его врагами:

«У этих четырех псов лбы — бронзовые, морды — как долото, языки — что шила, сердца — железные, а плети — мечи. Питаются росою, а ездят верхом на ветрах. Во время смертных боев едят они мясо людей, а на время схваток запасаются для еды человечиной. Это они сорвались с цепей и ныне, ничем не сдерживаемые, ликуют и подбегают, брызжа слюной. Это они!» — «Кто же они, эти четыре пса?» — спросил хан. — «Это две пары: Джебе с Хубидаем, да Джельме с Субеетаем»».— «Сокровенное сказание»
Кроме того, Джэлмэ однажды спас жизнь младшему сыну Тэмуджина Толую. Когда беглый татарин Харгил-Шира, обманом пробравшись в монгольское стойбище, схватил и попытался зарезать ребёнка, услышавший крик о помощи Джэлмэ убил разбойника. 
За свои многочисленные заслуги перед Тэмуджином Джэлмэ вошёл в число нойонов, пожалованных в тысячники на всемонгольском курултае 1206 года.  
Точно неизвестно, когда умер Джэлмэ, однако согласно «Сборнику летописей», это произошло ещё в годы жизни Тэмуджина-Чингисхана.

## Потомки Джэлмэ
Сын Джэлмэ, Есунтее (в «Сборнике летописей» — Есу-Бука-тарки), был назначен Чингисханом главой хорчи-кешиктена. Другого сына Джэлмэ, согласно «Сборнику летописей», звали Есу-Бука-тайши.  
Прямые потомки Джэлмэ в начале XXI века живут в Монголии, Внутренней Монголии и Бурятии. На территории Монголии зарегистрированы представители следующих родов: зэлмэ, хун зэлмэ, урянхай зэлмэ, зэлмэн урянхай; рода гэрүүд костей зэлмэн и хун зэлмэ; рода тагнагад кости урянхан зэлмэ. Носители данных родовых имен известны в составе халха-монголов (род зэлмэ), хотогойтов (род зэлмэн). Потомки Джэлмэ были представлены четырьмя хошунами Зостинского сейма Внутренней Монголии, в частности, правым, левым и срединным хошунами харчинов и одним хошуном левого крыла тумэтов. 
В начале XVIII века в результате опустошительной междоусобной войны в Монголии урянхайцы по линии Джэлмэ, Аанчин и Ваанчин пришли на территорию современной Бурятии и обосновались в долине реки Ичётуй. Ныне их потомки в основном проживают в селе Дэдэ-Ичётуй Джидинского района Республики Бурятия.
В предании, записанном в 1926 году В.В. Поповым, говорится о четырех братьях из рода Зэльмэн урянхай, переселившихся во времена противостояния Галдан-Бошогту с Тушэту-ханом Чихуньдоржем из Юго–Западной Монголии в Бурятию на берега реки Ичётуй.

## Память
Литература
- «Волк равнин» — роман английского писателя Конна Иггульдена;
- «Жестокий век» — роман И. К. Калашникова;
- «По велению Чингисхана» — роман Н. А. Лугинова.

Кино
- «Чингисхан» (Китай, 2004 год); в роли — Бао Хайлун;
- «Тайна Чингис Хаана» (Россия, Монголия, США; 2009 год); в роли — Пётр Макаров.